# Cinderella Rockefella
«Cinderella Rockefella» (рус. Золушка Рокфеллер) — эксцентрический шлягер в жанре новелти, сочинённый Мейсоном Уильямсом и Нэнси Эймс. Получил наибольшую известность в исполнении израильского вокального дуэта супругов Эстер и Аби Офарим (№ 1 в британском национальном сингл-чарте со 2 по 23 марта 1968 года).
Содержит йодль, а также музыку и текст, стилизованные под 1920-е годы. Ритмическая основа песни — 12-тактовый блюз.
По словам диджея Radio Caroline Энди Арчера (англ. Andy Archer), «Cinderella Rockefella» была последней песней, прозвучавшей в эфире Radio Caroline South в ночь со 2 на 3 марта 1968 года — перед тем, как утром 3 марта плавучие радиостанции Radio Caroline South и Radio Caroline North были отбуксированы в гавань за неуплату долгов.